# KNHB beker
Het toernooi om de KNHB beker was een Nederlandse hockeycompetitie georganiseerd door de KNHB. Tussen 1993 en 1996 werden er slechts drie edities gehouden. Er bestond een toernooi voor de heren en een toernooi voor de dames.

## Het toernooi
Met ingang van het seizoen 1992/93 voerde de KNHB de play offs om het landskampioenschap in bij de dames. Dit concept naar Amerikaans voorbeeld bleek zeer succesvol en voor herhaling vatbaar. Toch besloten de hockeyclubs dit concept bij de heren nog niet in te voeren wegens verdeeldheid. Als resultaat op deze onderhandelingen werd door de bond de KNHB beker ingevoerd. Aan het toernooi mochten alleen teams uit de Hoofd- en Overgangsklasse meedoen.
De eerste editie in het seizoen 1993/94 werd gespeeld met een groepsfase gevolgd door een knock-outfase. De edities daarna werden alleen met een knock-outsysteem afgewerkt, waarbij de Hoofdklasseclubs een vrijstelling kregen voor de Eerste ronde. Een bekerduel werd over één wedstrijd gespeeld op een doordeweekse avond. Door middel van loting werd bepaald of een club uit of thuis speelde. De finale werd meestal gespeeld in het Wagener-stadion. De winnaar verdiende tevens een ticket voor het toenmalige Europacup II-toernooi.

## Korte bestaan
Toen de hockeybond het bekerprogramma voor de eerste editie bekendmaakte, waren veel clubs het oneens met de speeldata. De editie bij de vrouwen werd zelfs meteen geboycot door alle Hoofdklasseclubs. Toch ging het bekertoernooi van start, maar ook in de volgende edities kon het bekertoernooi niet de verwachtingen waarmaken. Door het aanhoudende succes van de play offs kon invoering bij de heren niet uitblijven en in het seizoen 1994/95 gebeurde dit dan ook. Na onderling overleg tussen alle clubs en de bond werd besloten om het succesvolle Amerikaanse concept verder uit te bouwen ten koste van het bekertoernooi. Het ticket voor het Europacup II-toernooi ging voortaan naar de verliezend play off-finalist.

## Finales
| Seizoen   | Winnaar   | # | Uitslag | Finalist  |
| --------- | --------- | - | ------- | --------- |
| 1993/1994 | HDM       | 1 | 6-1     | Hurley    |
| 1994/1995 | HDM       | 2 | 3-3 ns  | Amsterdam |
| 1995/1996 | Amsterdam | 1 | 1-1 ns  | Den Bosch |

| Seizoen   | Winnaar   | # | Uitslag | Finalist  |
| --------- | --------- | - | ------- | --------- |
| 1993/1994 | Groningen | 1 | 1-0     | Victoria  |
| 1994/1995 | Rotterdam | 1 | 3-0     | Den Bosch |
| 1995/1996 | HGC       | 1 | 1-0     | Kampong   |